# Chloropicophyceae
Chloropicophyceae, novi pikofitoplanktonski razred prazinofita, zelenih mikroalgi kojemu pripada red Chloropicales s jednom porodicom Chloropicaceae i dva roda: Chloroparvula (dvije vrste opisane 2017.) i Chloropicon (6 vrsta, također opisane 2017). 

## Podjela
- Chloroparvula Lopes dos Santos, Noël & Eikrem
  - Chloroparvula japonicum Lopes dos Santos, Noël & Eikrem
  - Chloroparvula pacifica Lopes dos Santos, Noël & Eikrem
- Chloropicon Lopes dos Santos & Eikrem
  - Chloropicon laureae Lopes dos Santos & Eikrem
  - Chloropicon mariensis Eikrem & Lopes dos Santos
  - Chloropicon maureeniae Lopes dos Santos & Eikrem
  - Chloropicon primus Lopes dos Santos & Eikrem
  - Chloropicon roscoffensis Lopes dos Santos & Eikrem
  - Chloropicon sieburthii Lopes dos Santos & Eikrem